# Gander
Gander är en kanadensisk stad, som ligger i den nordöstra delen av ön Newfoundland i provinsen Newfoundland och Labrador, omkring 40 kilometer söder om Gander Bay, och på norra stranden av Gandersjön. 
Gander International Airport var tidigare en viktig mellanlandningsstation för kommersiellt flyg över Nordatlanten. Flertalet gator i Gander har namn efter berömda flygare som Amelia Earhart, Charles Lindbergh, Eddie Rickenbacker, Marc Garneau och Chuck Yeager.
Gander utsågs som plats för en flygbas 1935 på grund av sitt läge i närheten av den nordamerikanska kontinentens nordligaste del. Byggandet av en flygplats påbörjades 1936 och den första landningen skedde i januari 1938 på "Newfoundland Airport", vilken idag heter Gander International Airport.

## Andra världskriget
Under andra världskriget var omkring 10.000 militärer från Kanada, Storbritannien och USA stationerade i Gander, som var en strategiskt viktig ort för det brittiska flygvapnets Air Ferry Command. Omkring 20.000 jakt- och bombflygplan, som byggts i USA och Kanada gjorde ett uppehåll i Gander på väg till Europa. Efter kriget blev flygbasen en civil flygplats och staden flyttades längre ifrån landningsbanorna. Byggandet av nuvarande stad påbörjades på 1950-talet och den tidigare orten vid flygfältet övergavs så småningom. Staden växte i takt med atlantflygets tillväxt som en plats för bränslepåfyllning.

## 11 september
Gander International Airport kom att spela en viktig roll omedelbart efter 11 september-attackerna 2001, när luftutrymmet över Nordatlanten stängdes av Kanadas och USA:s luftfartsmyndigheter. Som en del av Operation Yellow Ribbon beordrades 38 civila och 4 militära flygplan på väg till USA att landa i Gander. Över 6.600 passagerare och besättningsmedlemmar, motsvarande två tredjedelar av Ganders befolkning, strandades därmed i Gander i upp till sex dagar, till dess luftrummet åter öppnades.